# Schrankia croceipicta
Schrankia croceipicta is een vlinder uit de familie spinneruilen (Erebidae). De wetenschappelijke naam is voor het eerst geldig gepubliceerd in 1893 door Hampson.
De soort komt voor in tropisch Afrika.